# Перцевське сільське поселення
Пе́рцевське сільське поселення (рос. Перцевское сельское поселение) — сільське поселення у складі Грязовецького району Вологодської області Росії.
Адміністративний центр — присілок Слобода.

## Населення
Населення сільського поселення становить 2206 осіб (2019; 2467 у 2010, 2810 у 2002).

## Історія
1929 року у складі Грязовецького району були утворені сільради Зиковська сільська рада, Зінов'євська сільська рада (центр — присілок Фроловська), Зінов'євська сільська рада (центр — присілок Кроплево), Перцевська сільська рада та Пироговська сільська рада. 1934 року Зінов'євська сільрада (центр — присілок Фроловська) перейменована в Грязовецьку сільську раду, інша Зінов'євська сільрада (центр — присілок Кроплево) — в Шеп'яковську сільську раду. В 1935-1954 роках Зиковська сільрада перебувала у складі Лезького району. 1954 року Пироговська сільрада приєднана до складу Перцевської. 1960 року Зиковська сільрада приєднана до складу Грязовецької, Шеп'яковська сільрада — до складу Перцевської. 1966 року зі складу Лезької сільради передано Жерноковську сільську раду. 1979 року Грязовецька сільрада перейменована у Фроловську сільську раду. Станом на 1999 рік існували Жерноковська сільрада (10 населених пунктів), Перцевська сільрада (65 населених пунктів) та Фроловська сільрада (24 населених пункти). 2001 року ліквідовано присілки Блещево та Новосілка Перцевської сільради, присілки Баранцево, Голишево та Хлизіно Фроловської сільради.
Станом на 2002 рік існували Жерноковська сільська рада (присілки Волинево, Грідіно, Дироватово, Жерноково, Ліхушино, Мішутино, Раково, Слудки, Угленцево, Яфаново), Перцевська сільська рада (присілки Бакшейка, Бурцево, Великі Дворища, Волково, Волосатово, Гавраково, Галкино, Гарі, Голубково, Грідіно, Данилово, Дев'ять Ізб, Демкіно, Дідово, Долотово, Дорожний Крутець, Дроздово, Дюкосово, Дяконово, Звягловка, Ілейкіно, Калинкино, Камешник, Качалово, Климово, Князево, Козлово, Корбіно, Кроплево, Купріяново, Лупочино, Медведево, Меленка, Міхалево, Мічуріно, Мокриніно, М'ясниково, Нікульцево, Останино, Палкино, Передково, Пирогово, Пішково, Полежайка, Полтиніно, Прокуніно, Пузово, Рамешки, Рилово, Рудино, Слобода, Становищево, Сторонній Крутець, Ульяновка, Чахлово, Чернава, Черницино, Чорногубово, Чуваксіно, Шев'яково, Яковлевка, селища Волоцький, М'ясниковка) та Фроловська сільська рада (присілки Аксьоново, Арсенка, Блазни, Велике Займище, Виборово, Волково, Єжово, Кішкино, Климово, Курочкино, Маклаково, Мале Займище, Неклюдово, Паршино, Починок, Ржища, Семенково, Старово, Суворково, Фрол, Шемейкіно). Пізніше присілок Пирогово був переданий до складу Грязовецького міського поселення.
2004 року сільради були перетворені у сільські поселення: Перцевська та Жерноковська утворили Перцевське сільське поселення, Фроловська сільрада утворила Фроловське сільське поселення. 9 квітня 2009 року ліквідовано Фроловське сільське поселення, його територія увійшла до складу Перцевського сільського поселення.
2022 року були ліквідовані присілки Данилово та Прокуніно.

## Склад
До складу сільського поселення входять:
| Населений пункт             | Населення, осіб (2002) | Населення, осіб (2010) |
| --------------------------- | ---------------------- | ---------------------- |
| Аксьоново, присілок         | 0                      | 0                      |
| Арсьонка, присілок          | 7                      | 0                      |
| Бакшейка, присілок          | 18                     | 22                     |
| Блазни, присілок            | 18                     | 6                      |
| Бурцево, присілок           | 6                      | 0                      |
| Велике Займище, присілок    | 30                     | 19                     |
| Великі Дворища, присілок    | 81                     | 76                     |
| Виборово, присілок          | 9                      | 8                      |
| Волинево, присілок          | 4                      | 3                      |
| Волково, присілок           | 5                      | 11                     |
| Волково, присілок           | 0                      | 2                      |
| Волосатово, присілок        | 0                      | 1                      |
| Волоцький, селище           | 5                      | 3                      |
| Гавраково, присілок         | 2                      | 0                      |
| Галкино, присілок           | 1                      | 0                      |
| Гарі, присілок              | 39                     | 21                     |
| Голубково, присілок         | 5                      | 2                      |
| Грідіно, присілок           | 49                     | 36                     |
| Грідіно, присілок           | 4                      | 2                      |
| Данилово, присілок          | 0                      | 0                      |
| Дев'ять Ізб, присілок       | 5                      | 3                      |
| Демкіно, присілок           | 0                      | 0                      |
| Дироватово, присілок        | 0                      | 0                      |
| Дідово, присілок            | 0                      | 0                      |
| Долотово, присілок          | 2                      | 0                      |
| Дорожний Крутець, присілок  | 0                      | 0                      |
| Дроздово, присілок          | 0                      | 0                      |
| Дюкосово, присілок          | 11                     | 3                      |
| Дяконово, присілок          | 7                      | 1                      |
| Єжово, присілок             | 15                     | 11                     |
| Жерноково, присілок         | 259                    | 213                    |
| Звягловка, присілок         | 2                      | 2                      |
| Ілейкіно, присілок          | 6                      | 5                      |
| Калинкино, присілок         | 3                      | 2                      |
| Камешник, присілок          | 76                     | 66                     |
| Качалово, присілок          | 0                      | 0                      |
| Кішкино, присілок           | 11                     | 5                      |
| Климово, присілок           | 0                      | 0                      |
| Климово, присілок           | 9                      | 14                     |
| Князево, присілок           | 4                      | 5                      |
| Козлово, присілок           | 5                      | 4                      |
| Корбіно, присілок           | 5                      | 2                      |
| Кроплево, присілок          | 0                      | 0                      |
| Купріяново, присілок        | 0                      | 0                      |
| Курочкино, присілок         | 9                      | 4                      |
| Ліхушино, присілок          | 0                      | 0                      |
| Лупочино, присілок          | 2                      | 1                      |
| Маклаково, присілок         | 12                     | 3                      |
| Мале Займище, присілок      | 0                      | 0                      |
| Медведево, присілок         | 2                      | 7                      |
| Меленка, присілок           | 1                      | 1                      |
| Михалево, присілок          | 6                      | 6                      |
| Мічуріно, присілок          | 0                      | 0                      |
| Мишутино, присілок          | 26                     | 8                      |
| Мокриніно, присілок         | 0                      | 0                      |
| М'ясниковка, селище         | 14                     | 12                     |
| М'ясниково, присілок        | 2                      | 0                      |
| Неклюдово, присілок         | 9                      | 4                      |
| Нікульцево, присілок        | 4                      | 3                      |
| Останино, присілок          | 5                      | 0                      |
| Палкино, присілок           | 186                    | 201                    |
| Паршино, присілок           | 63                     | 43                     |
| Передково, присілок         | 3                      | 1                      |
| Пішково, присілок           | 0                      | 0                      |
| Полежайка, присілок         | 0                      | 0                      |
| Полтиніно, присілок         | 12                     | 11                     |
| Починок, присілок           | 8                      | 6                      |
| Прокуніно, присілок         | 0                      | 0                      |
| Пузово, присілок            | 7                      | 5                      |
| Раково, присілок            | 1                      | 0                      |
| Рамешки, присілок           | 0                      | 0                      |
| Ржища, присілок             | 7                      | 7                      |
| Рилово, присілок            | 0                      | 0                      |
| Рудино, присілок            | 0                      | 0                      |
| Семенково, присілок         | 0                      | 0                      |
| Слобода, присілок           | 1209                   | 1159                   |
| Слудки, присілок            | 0                      | 0                      |
| Становищево, присілок       | 35                     | 22                     |
| Старово, присілок           | 35                     | 28                     |
| Сторонній Крутець, присілок | 0                      | 0                      |
| Суворково, присілок         | 3                      | 1                      |
| Угленцево, присілок         | 28                     | 25                     |
| Ульяновка, присілок         | 7                      | 7                      |
| Фрол, присілок              | 374                    | 334                    |
| Чахлово, присілок           | 0                      | 0                      |
| Чернава, присілок           | 15                     | 10                     |
| Черницино, присілок         | 3                      | 1                      |
| Чорногубово, присілок       | 2                      | 0                      |
| Чуваксіно, присілок         | 2                      | 1                      |
| Шев'яково, присілок         | 1                      | 0                      |
| Шемейкіно, присілок         | 16                     | 7                      |
| Яковлевка, присілок         | 0                      | 1                      |
| Яфаново, присілок           | 0                      | 0                      |